# Complement dietètic

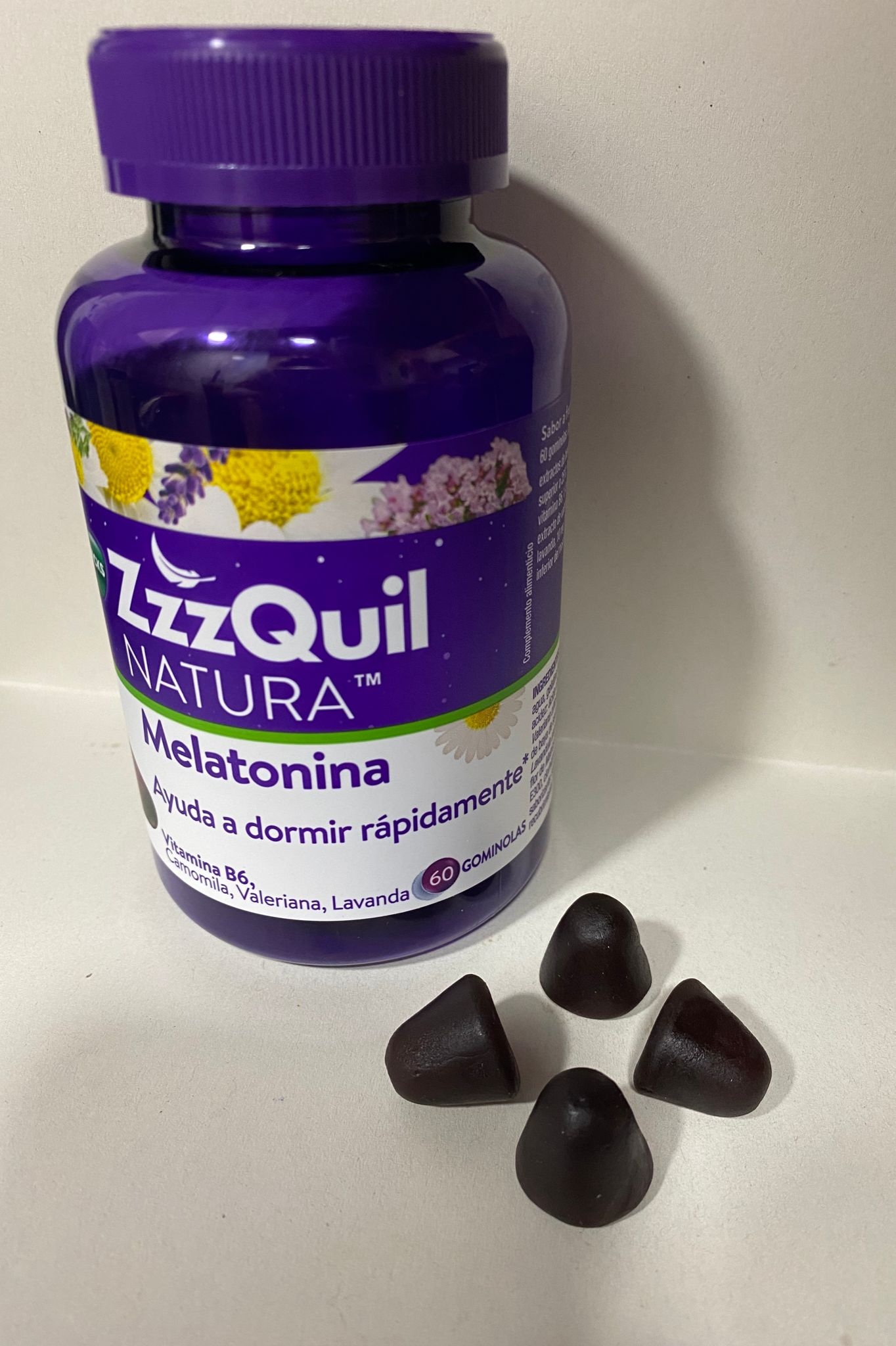
Complement dietètic a base de melatonina en forma de gominola

Un complement dietètic (també conegut com a complement alimentari, i erròniament conegut com a suplement alimentari o suplement nutricional per la influència de l'anglès, nutritional supplement), és una preparació que tracta de complementar la dieta i proporcionar una millor nutrició amb la ingesta de diferents nutrients com ara les vitamines, minerals dietètics, fibra, àcids grassos o aminoàcids, que poden mancar o no ser consumits en quantitats suficients en la dieta d'una persona. No s'administren com a aliment principal, no han de poder substituir a una dieta saludable i no són productes utilitzats per prevenir, tractar ni curar cap malaltia
Tots ells han de trobar-se etiquetats on s'inclouen advertències i consells a seguir i, tot i que, la regulació no és àmplia, el consumidor ha de tenir en compte que poden presentar tant beneficis com riscos.
Segons la llei DSHEA (the Dietary Supplement Health and Education Act of 1994), els complements dietètics també estan regulats per l'Administració d'Aliments i Fàrmacs dels Estats Units (FDA, per les seves sigles en anglès). Aquesta agència no té la mateixa autoritat que té sobre els medicaments receptats, ja que no pot aprovar la seguretat ni l'eficàcia ni l'etiquetatge dels complements dietètics abans que es comercialitzin. Si la FDA té coneixements sobre possibles problemes amb un complement dietètic, els pot fer saber, fins al punt de retirar-lo del mercat.
És responsabilitat de l'empresa fabricant, de l'importador i del distribuidor garantir la seguretat del complement dietètic i que no infringeixin la llei. Un cop comercialitzat, a Espanya, l'Agència Espanyola de Seguretat Alimentària i Nutrició (AESAN) podrà controlar el seu ús al territori.
No es necessita una recepta mèdica per a comprar complements dietètics, però sí que és recomanable consultar a un professional de la salut com un metge o un nutricionista, a causa de les interaccions que poden tenir amb fàrmacs, de les possibles reaccions adverses produïdes o pels excipients utilitzats per administrar-los sent aquests comprimits, càpsules, líquids o pols. També en el cas de dones embarassades o lactants o si es pretén donar-los a nens.
A Espanya no cal l'autorització per vendre complements dietètics, però sí que per tal de facilitar el seu control, s'ha de comunicar a les autoritats competents la seva comercialització enviant un exemplar de l'etiqueta del producte, les modificacions posteriors d'aquest i també, quan es s'aturi la seva venda. A més, l'empresa que vulgui comercialitzar amb ells ha d'estar inscrita en el Registre General Sanitari d'Empreses Alimentàries i Aliments (RGSEAA) encara que el número amb el qual s'identifica no cal que estigui indicat en l'etiqueta.
Es venen en botigues de comestibles, botigues de productes dietètics, herboristeries, en farmàcies i en parafarmàcies. Comprar complements dietètics en pàgines desconegudes d'internet suposa un risc.

## Ingredients i regulació
La majoria dels complements dietètics són naturals, creats normalment a base d'extractes de plantes o alguns d'animals, tot i que això no implica que siguin segurs necessàriament. També poden ser sintètics.
El RD 1487/2009 va incorporar la Directiva 2002/46/CE del Parlament Europeu i del Consell on s'introdueix a Espanya la definició de complement dietètic i a més, s'indica que els ingredients d'aquests eren les vitamines i els minerals.
La Directiva 2002/46/CE permetia una harmonització parcial respecte als ingredients inclosos. Hi havia alguns productes que estaven regulats segons normes nacionals diferents i davant de la falta d'harmonització, sorgeix la unió de diversos països dels estats membres per elaborar una llista autoritzada conjunta sobre la fabricació de complements dietètics recollits en el RD 130/2018. Aquest reial decret modifica l'anterior permetent la incorporació d'altres substàncies amb efecte nutricional o fisiològic com a ingredients dels complements dietètics.
El comitè científic per a l'Alimentació Humana (SCF) que és l'Autoritat Europea de Seguretat Alimentària (EFSA) ha avaluat i establert uns nivells màxims de vitamines i minerals utilitzats com a complements dietètics, que es donen en dosis per dia. A més, al BOE apareix la llista amb els altres ingredients que poden usar-se en la fabricació dels complements dietètics juntament amb la quantitat màxima diària recomanada.
Els complements dietètics poden tenir altres ingredients si compleixen el principi de reconeixement mutu. Aquest principi permet comercialitzar a Espanya alguns ingredients amb efecte nutricional o fisiològic que estiguin legalitzats en un altre estat membre de la Unió Europea, tot i que no estiguin inclosos en el RD 130/2018. Amb l'excepció que es justifiqui expressament la limitació de la seva comercialització. Es va regular en el Reglament Europeu (CE) núm. 764/2008, 9 de juliol de 2008. No s'aplicarà el principi de reconeixement mutu a aspectes sí harmonitzats en la Unió Europea com són les vitamines i minerals, l'etiquetatge, presentació i publicitat dels productes, additius, aromes i enzims, nous aliments, organismes i aliments modificats genèticament i condicions d'utilització de les declaracions nutricionals i propietats saludables dels productes.

## Etiquetatge
L'etiquetatge, la presentació i la publicitat dels complements dietètics es va aprovar amb el reial decret 1334/1999 i posteriorment, amb el Reglament (UE) 1169/2011 del Parlament Europeu i del Consell s'indica la informació que ha de ser facilitada al consumidor. A Espanya, s'ha d'esmentar en l'etiqueta que es tracta d'un complement alimentari, no és correcte indicar "suplement alimentari" o "suplement nutricional". A més, ha de contenir la següent informació:
- Llista d'ingredients en ordre decreixent de pes, incloent-hi els ingredients que poden provocar al·lèrgies o intoleràncies alimentàries.
- Dosi de consum diària recomanada pel fabricant i l'advertència de no superar-la, ja que poden haver-hi efectes perjudicials per a la salut. Els complements dietètics poden arribar a ser tòxics.
- Quantitat neta del producte.
- Afirmació que els complements dietètics no s'han d'utilitzar com a substituts d'una dieta equilibrada ni que són productes utilitzats per prevenir, tractar ni curar cap malaltia. Les companyies sí que poden indicar que ofereixen un efecte millorant de la salut.
- Mètode d'utilització.
- Data de consum preferent.
- Advertència de mantenir allunyats dels infants més petits.
- Nom i la direcció de l'empresa responsable.

L'etiquetatge dels complements dietètics que es comercialitzin a Espanya haurà d'estar escrit almenys en llengua espanyola.

## Tipus

### Vitamines i minerals

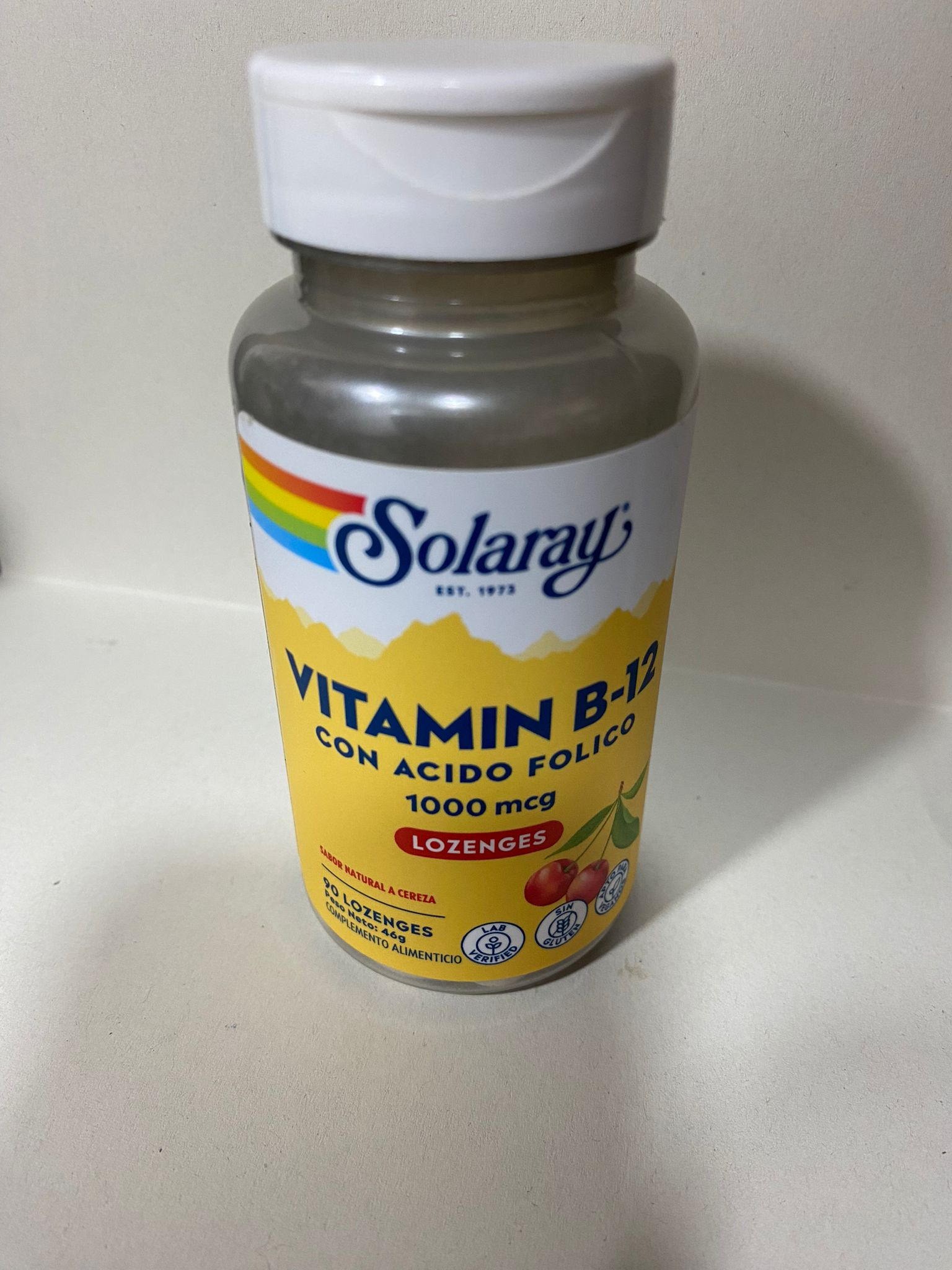
Complement de vitamina B-12 en forma de pastilla

Les vitamines són substàncies orgàniques que el cos necessita pel correcte funcionament cel·lular, creixement i desenvolupament. Existeixen 13 vitamines essencials: vitamina A, vitamina C, vitamina D, vitamina E, vitamina K, vitamina B1 (Tiamina), vitamina B2 (Riboflavina), vitamina B3 (Niacina), vitamina B6 (Piridoxina), vitamina, B12 (Cianocobalamina), folat (Àcid Fòlic i B9), Àcid Patotènic (B5) i Biotina (B6). Aquestes vitamines estan dividides en 2 grups, poden ser liposolubles o hidrosolubles. Les primeres són aquelles que es poden emmagatzemar al cos, com la vitamina A, D, E i K. En canvi, les hidrosolubles no es poden emmagatzemar i, per tant, s'han de consumir regularment, com la vitamina C i totes les B. No mantenir una dieta equilibrada i consumir poques quantitats de verdures, fruita i llegums pot causar greus problemes de salut desencadenant en una deficiència vitamínica.

Entre els 13 tipus de vitamines que existeixen, es poden destacar l'ús de vitamina D i B12 com complements dietètics. La vitamina D ajuda a regular la quantitat de calci i fosfat en el cos. Per tant, són nutrients necessaris per mantenir els ossos i teixits sans, i tenir un desenvolupament normal. És produïda després de l'exposició al sol, en conseqüència, aquelles persones que viuen en zones on no hi ha sol han de prendre un suplement de 10mg durant la tardor i l'hivern. Nivells baixos de vitamina D provoquen pèrdua de la densitat òssia que pot acabar en la seva fractura. En infants pot causar raquitisme, que provoca que els ossos estiguin tous i doblegats. La vitamina B12 té un paper essencial en el metabolisme, en la formació de glòbuls vermells, en la funció nerviosa i en la producció d'ADN. Aquesta s'obté dels aliments directament, concretament la carn. És per això que aquelles persones que segueixen una dieta vegetariana o vegana presenten una deficiència que pot causar debilitat muscular, problemes intestinals i anèmia entre d'altres. Per tant, és un complement molt important per vegans i vegetarians.

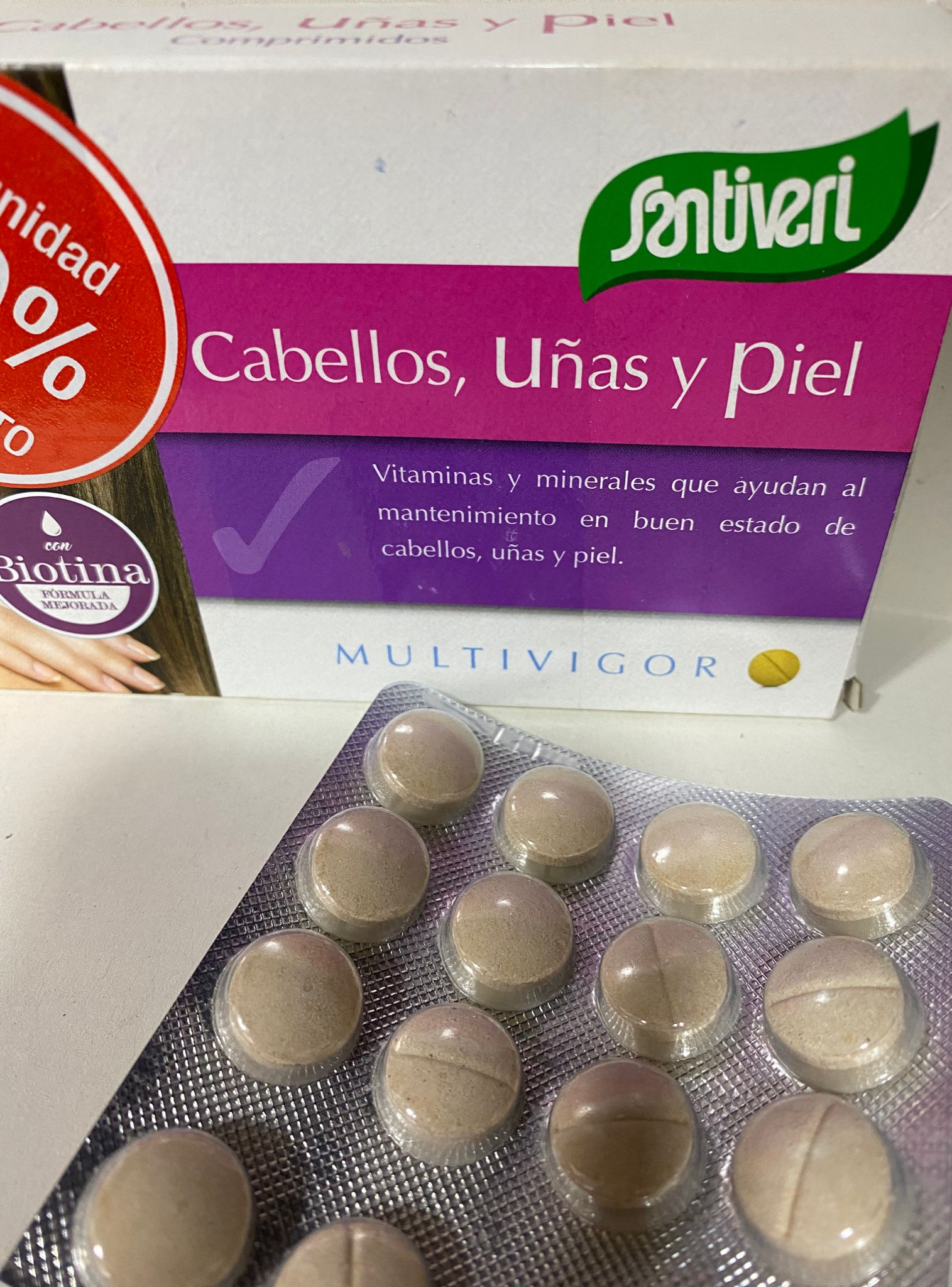
Complement dietètic a base de vitamines i minerals forma de tableta

Els minerals són nutrients inorgànics essencials. Són crucials per la salut, el cos els fa servir per a diverses funcions com mantenir el bon funcionament del cor, cervell i ossos, per això s'han d'ingerir quantitats adequades. Es poden classificar en dos grups diferents, els macroelements o els microelements. El seu nom és degut al fet que els primers són necessaris en major quantitat (>250mg diaris), com serien el calci, fòsfor, magnesi, sodi, clor i potassi. En canvi, els micronutrients es necessiten en menor quantitat (<20mg diaris) i en aquest grup es troben el crom, coure, fluor, iode, ferro, manganès, seleni i zinc. A banda d'aquests, estan els 4 minerals essencials per la vida, oxigen, carboni, hidrogen i nitrogen que es troben en gran quantitat en els aliments i begudes.
Tant els minerals com algunes de les vitamines, no són produïdes pel cos humà i, per tant, s'han d'obtenir de fonts externes com seria la dieta. En la majoria de casos, aquelles persones que tenen una bona alimentació i estan sanes, no necessiten prendre aquests complements.

### Proteïnes
Les proteïnes són biomolècules formades per una o diverses cadenes llargues d'aminoàcids, les quals participen en moltes funcions per al bon funcionament de l'organisme. Aproximadament el 42% del pes sec del cos humà està constituït de proteïnes. El que les diferencia entre elles són els residus d'aminoàcids que les conformen, els quals 9 d'aquests aminoàcids són essencials per a la salut, ja que el mateix cos no és capaç de produir-los. Com a conseqüència hi ha la necessitat d'afegir-los en la dieta. Per aquest motiu, existeixen aminoàcids que són considerats complements dietètics i es venen com a tal.

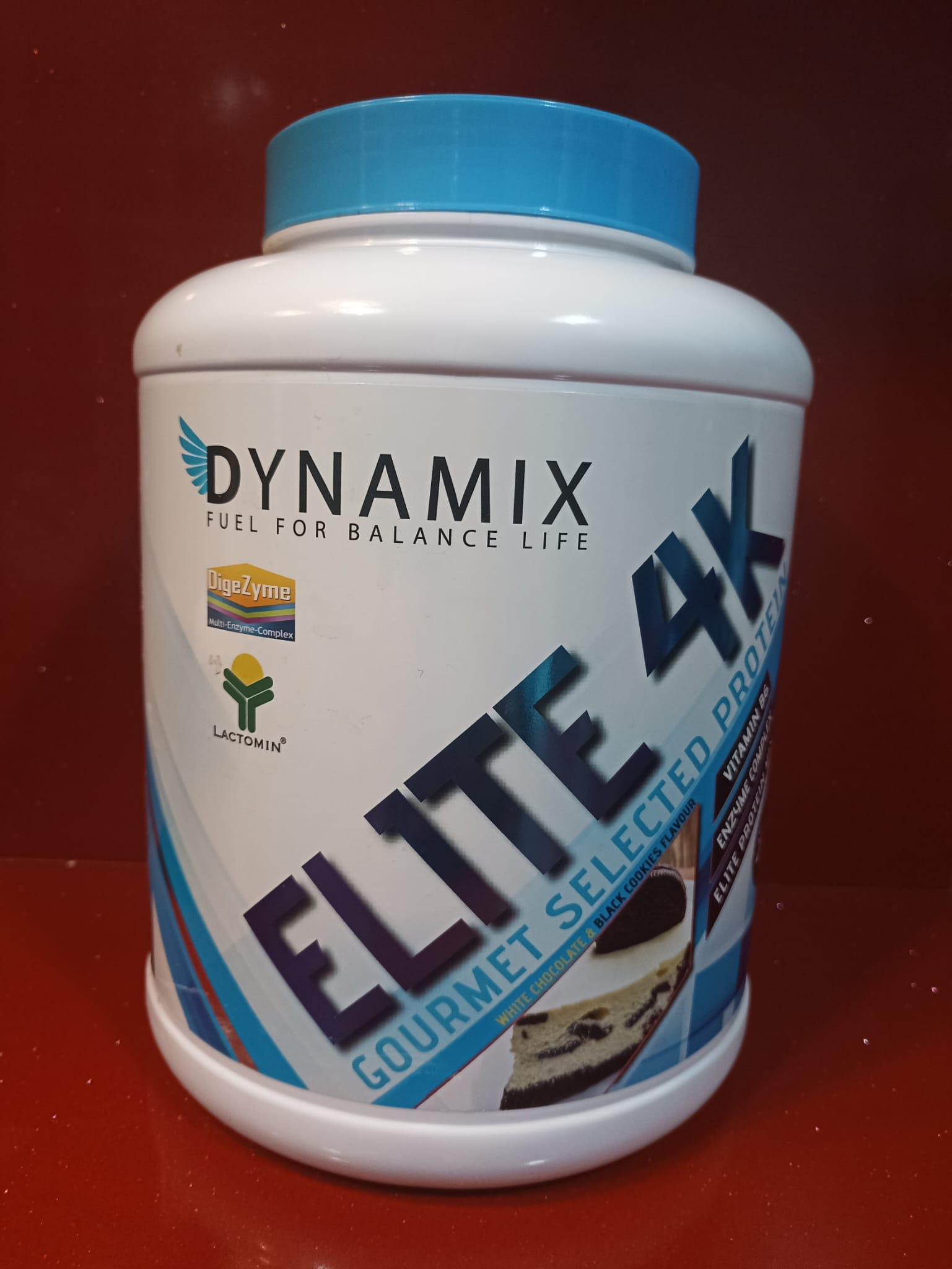
Proteïna en pols a base de soja

Els complements proteics són els més famosos, pel fet que els utilitzen persones de diferents edats per motius i objectius diferents. Com a principals consumidors estan els atletes, adults que s'estan recuperant de malalties que afecten els músculs, com sarcopènia, o soldats que volen incrementar la massa muscular i el seu rendiment. Sobretot en el moment de fer exercici es pot tenir un balanç de proteïnes negatiu. També es pot donar el cas que sigui positiu, però, tot i això, es tingui una baixa ingesta de proteïnes. Per tant, són aquests complements els que ajuden a satisfer les demandes addicionals.
Un dels ingredients més populars és la proteïna de sèrum, és una proteïna d'alta qualitat, ja que conté una alta quantitat d'aminoàcids essencials. També es poden fer servir altres ingredients com caseïna, soja, proteïna d'arròs, espirulina, algues comestibles, etc. En comparació, si utilitzem la mateixa dosi de caseïna i proteïna de sèrum, aquesta última incrementa molt més els aminoàcids en sang i estimula la síntesi de proteïna muscular.
Existeixen alguns riscos relacionats amb la seva consumició, sobretot en el cas de proteïna en pols. Primer es troba el fet que està classificat com a complement proteic i només està regulat per la fàbrica on es produeix. Tampoc se sap els efectes adversos que poden produir a llarg termini, ja que hi ha poca informació. A més, fa poc el Clean Label Project ha revelat un nou risc. S'han estudiat les toxines i s'ha vist un alt contingut en metalls pesants, bisfenol A (BPA) i altres contaminants. El nombre de toxines també és preocupant, perquè contenen 25 vegades més del que es permet.

### Àcids grassos

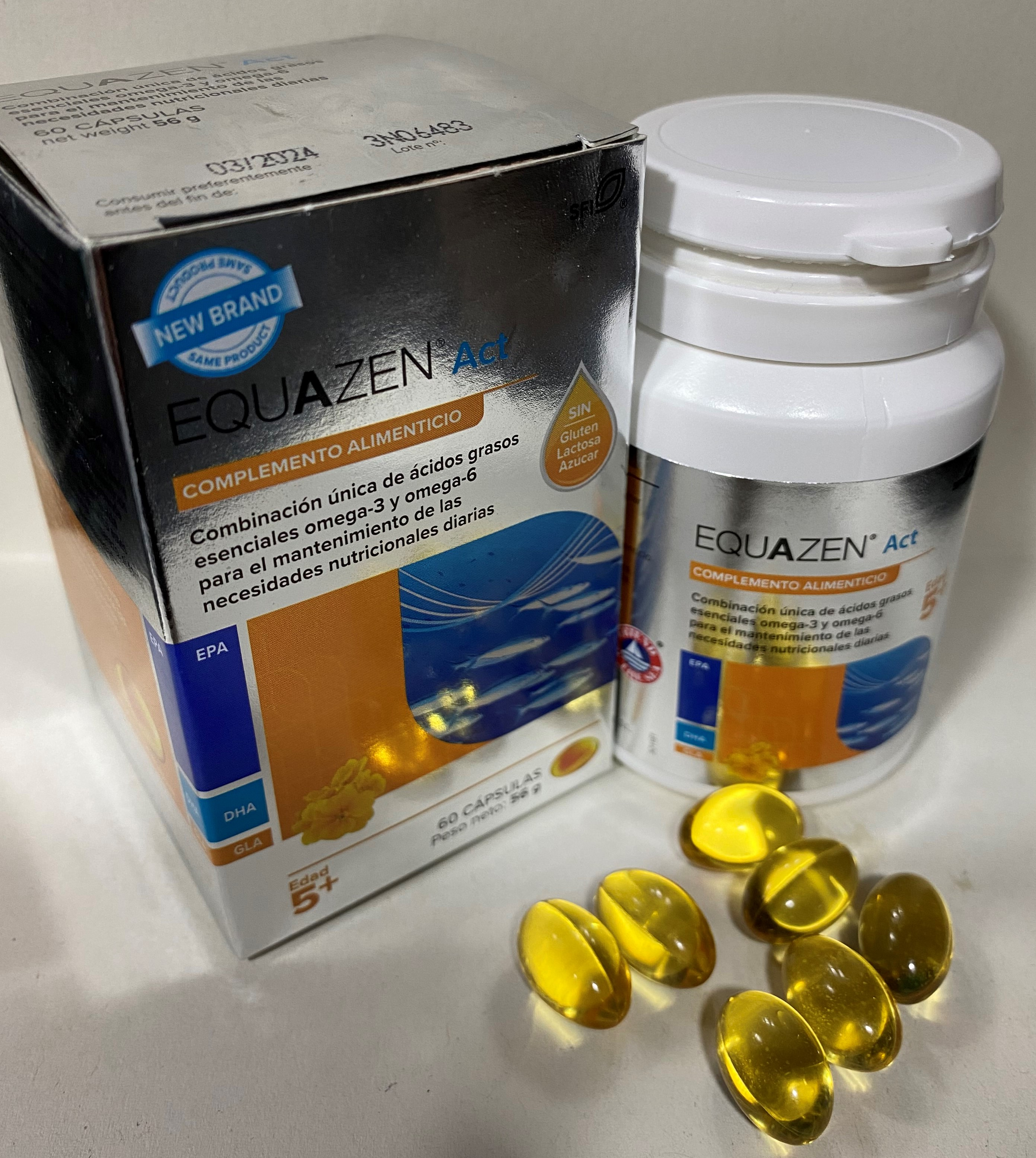
Complement dietètic a base d'omega-3 i omega-6

Els àcids grassos són molècules lipídiques, dels quals n'hi ha que són poliinsaturats i essencials per seguir una dieta equilibrada i saludable, ja que el cos no és capaç de fabricar-los per si sol. L'omega-3 i l'omega-6 són dues classes d'àcids grassos essencials, els més estudiats són l'àcid alfa-linolènic (ALA), l'àcid eicosapentaenoic (EPA) i l'àcid docosahexaenoic (DHA), que són àcids grassos omega-3 i, per altra banda, l'àcid linoleic i l'àcid araquidònic que són àcids grassos omega-6. Tots dos grups consten de cadenes llargues de carboni amb un grup metil a un extrem i un grup carboxil en l'altre.
De forma natural l'omega-3 es pot obtenir a partir d'olis vegetals, fruits secs, peixos grassos i marisc.
El cos humà s'encarrega d'allargar l'àcid alfa-linolènic convertint-lo en EPA i DHA, els quals també es poden ingerir directament com a complement dietètic. La ingesta d'aquests com a complements ajuda al manteniment i reducció dels nivells de colesterol, i també provoquen una millora en la salut cardiovascular.
Tot i això, una investigació de l'Institut Intermountain Healthcare Heart dels EUA, informa que nivells alts de DHA pot contrarestar l'efecte beneficiós d'EPA, ja que normalment aquests dos àcids grassos es troben conjuntament en els complements dietètics.

### Carbohidrats
Els carbohidrats són unes biomolècules formades principalment de carboni, hidrogen i oxigen. Es consideren macronutrients que són descompostos pel cos ràpidament per utilitzar-los com a font principal d'energia. Depenent del tipus de carbohidrats, els quals poden ser monosàcarids, disacàrids o polisacàrids, poden proporcionar també algunes vitamines i minerals. Per tant, s'encarreguen de nombroses funcions en els organismes vius, sent importants per tenir una bona nutrició i energia. Aquests nutrients els podem trobar en una gran varietat d'aliments tant naturals com processats.
El carbohidrat més rellevant és la glucosa, un monosacàrid obtingut per la digestió i metabolització de carbohidrats. La glucosa es pot fer servir directament com a energia o bé emmagatzemar-se en forma de glucogen hepàtic i muscular.
En ser una font molt eficient d'energia, els carbohidrats són essencials, sobretot, per a les persones esportistes i atletes, així eviten que el cos utilitzi altres fonts d'energia d'últim recurs, com ara les proteïnes. El glucogen és una font d'energia limitada, és a dir, els dipòsits de glucogen muscular tenen un límit. Per aquest motiu, podem trobar carbohidrats en forma de complement dietètic per tal de millorar el rendiment físic, aportant més energia, mantenint la intensitat de l'activitat esportiva i incrementant la duració d'aquesta, així com facilitar la recuperació de les reserves de glucògen postentrenament. A més, amb aquesta complementació els permet augmentar els dipósits de reserva de glucogen superant els nivells normals.
Hi ha diversos tipus de complements que s'administren abans, durant o després de l'activitat, aquests són: cliclodextrines, amilopectina, maltodextrina, dextrosa i gels preparats de carbohidrats. Normalment, se solen combinar amb proteïnes, les anomenades carboproteïnes, les quals també estimulen la producció d'insulina necessària per a la producció de glucogen muscular i síntesi proteica. Per tant, la combinació d'ambdós complements dietètics pot afavorir els guanys de massa i força muscular.

### Fibres solubles i insolubles
La fibra alimentària es troba de forma natural en tots els aliments derivats de productes vegetals, com ara verdures, fruites, cereals i llegums. La fibra, per tant, és una substància d'origen vegetal, d'hidrats de carboni o derivats que l'aparell digestiu no és capaç d'hidrolitzar-la. Tot i això, els enzims de la microbiota intestinal poden fermentar-la, degradant així la fibra en gasos i àcids grassos de cadena curta. Es parla de dos grups, fibra soluble i insoluble, segons les característiques químiques i els efectes que suposa en l'organisme.
La fibra soluble és capaç d'absorbir molta aigua formant una espècie de gelatina, que els bacteris intestinals seran capaços de fermentar-la fàcilment. D'aquesta manera generen molts gasos en l'intestí, que com a conseqüència, genera una millor flora intestinal. També pot disminuir l'absorció de greixos i sucres, regulant així els nivells de colesterol i glucosa en sang. Aquest tipus de fibra es troba principalment en fruites, verdures i llegums.
En canvi, la fibra insoluble, reté menys aigua i no forma cap tipus de gelatina ni compost viscós, per tant, només és fermentada parcialment. S'encarreguen de netejar les parets de l'intestí, accelerant el trànsit intestinal i evitant problemes de restrenyiment. Es troba en cereals i en algunes verdures.
Es recomana una dieta equilibrada que contingui ambdós tipus de fibres, ja que cada una aporta beneficis diferents. Tot i que si se superen les dosis diaries recomanades, podria provocar efectes adversos com ara nàusees, diarrea, vòmits, malestar abdominal, etc.

Encara que es trobi en aliments naturals, sempre es pot recórrer a obtenir-la a partir de complements dietètics. Tot i que és millor obtenir la fibra a partir d'aliments naturals, és preferible consumir aquests complements que no consumir-ne de cap manera. Aquests es troben, normalment, en forma de pols, tot i que també poden venir en forma de càpsules o gominoles. Si el cos no està acostumat a obtenir fibra de forma natural, al prendre aquests complements és possible que provoqui alguns símptomes desagradables, com ara inflor, dolor estomacal, gasos i diarrea. Per aquest motiu, es recomana un ús controlat i iniciar el consum d'aquests en baixes dosis, per tal que l'aparell digestiu s'adapti, i anar augmentant la dosi gradualment fins a la recomanada.

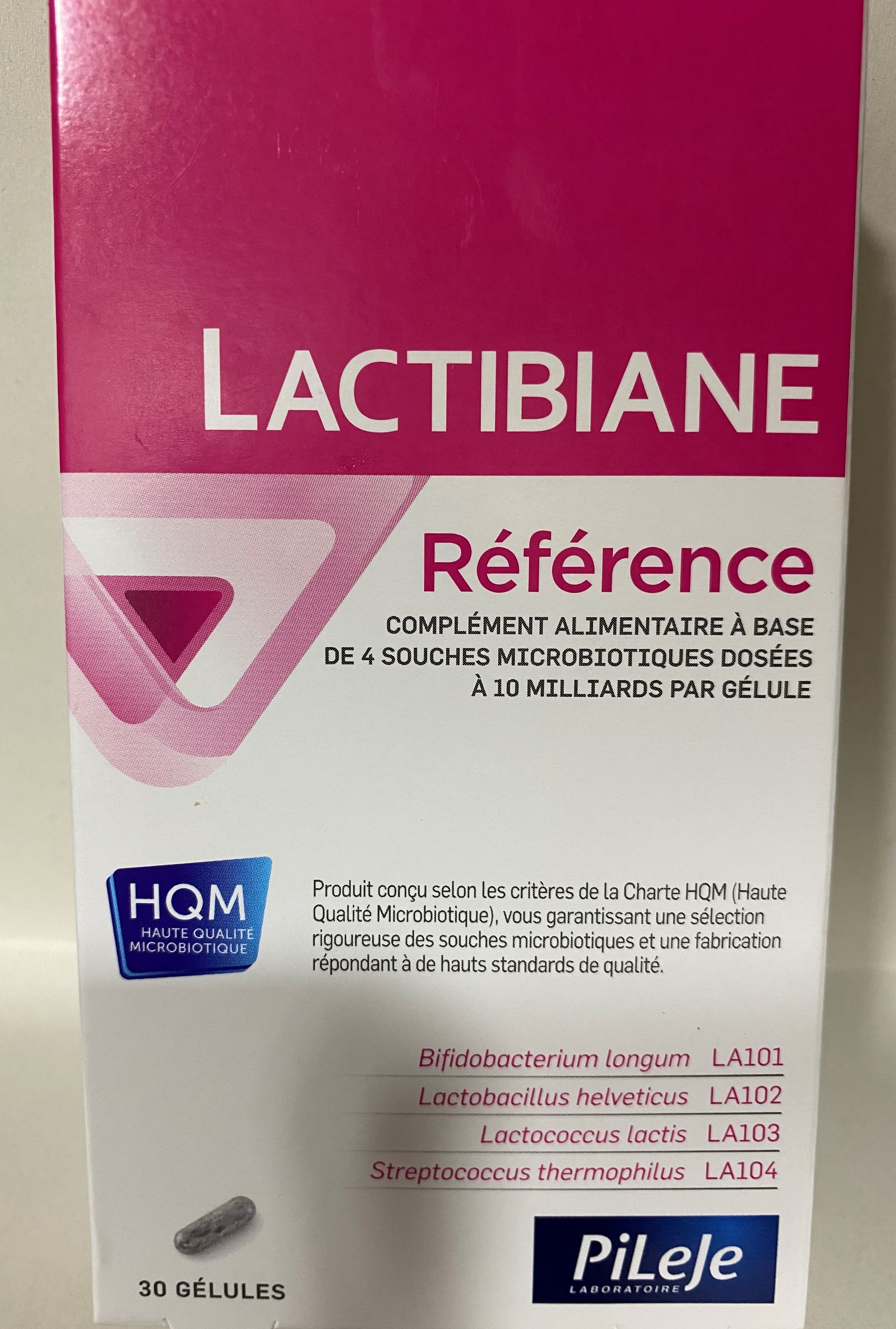
Complement dietètic a base de 4 soques microbianes

### Probiòtics
Els probiòtics són complements que contenen microorganismes vius que ajuden a millorar la microbiota del cos humà. En l'àmbit legal no existeix una definició, per tant, es fa servir de forma general i, es diu de qualsevol producte que contingui una o diverses soques bacterianes. A més, no existeix una legislació concreta per regular el seu ús. S'han realitzat estudis en productes que es troben al mercat etiquetats com a "probiòtic" i no s'han trobat efectes beneficiosos en població sana, però sí que s'ha vist que en quadres gastrointestinals (diarreics) són efectius.
La majoria de probiòtics contenen entre 1.000 i 10.000 milions de UFC (unitats formadores de colònies), i fins i tot hi ha alguns que poden arribar als 50.000 milions UFC. Aquestes UFC indiquen les cèl·lules viables i, encara que tingui una alta quantitat d'UFC no implica que segui més efectiu i que millori la salut del consumidor. Aquest paràmetre s'inclou en l'etiqueta junt amb el pes total.

### Plantes o derivats

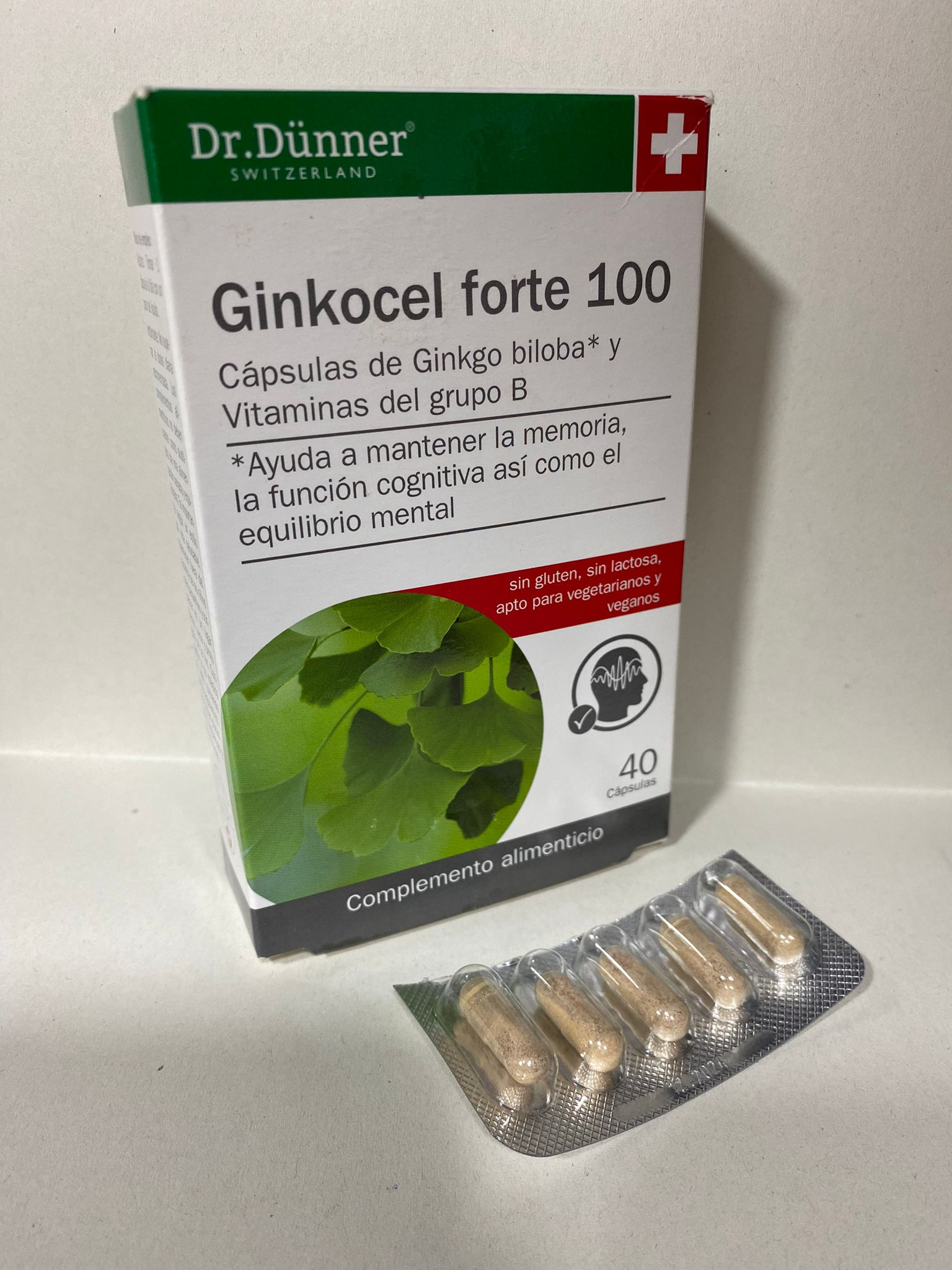
Complement herbal a base de Gingko

Aquest tipus de complement dietètic s'obté d'extractes de plantes com el ginkgo biloba, ginseng, equinàcia i cohosh negre. Estan al mercat perquè compleixen els estàndards de fabricació, però no hi ha una garantia de la seva efectivitat. És un tema que encara està sota investigació científica i, per tant, no es té una bona base per determinar si són segurs. A més, s'han fet estudis i no han mostrat resultats beneficiosos.
S'aconsegueixen a partir d’extractes naturals i no requereixen prescripció mèdica, això no vol dir que siguin completament segurs. En 2022 s'han trobat casos de pacients amb marejos i arrítmia cardíaca per haver ingerit oli de cànem, segons indica la revista Heart Rhythm Case Reports.
També s'ha vist controvèrsies amb el CBD (cannabidiol), provinent de la planta de cànnabis. Té efectes analgèsics, antiepilèptics i antiinflamatoris, entre d'altres. Però també presenta alguns riscos i, per aquest motiu, la FDA només ha aprovat un producte que contingui CBD. Pot interferir amb altres medicaments, produir somnolència, lesions al fetge, etc.

## Beneficis
Els complements dietètics aporten molts beneficis sempre que es faci un bon ús d'aquests i no se superin les dosis recomanades que es troben a les etiquetes dels productes. Remarcar, que la ingesta d'aquests serveix per complementar, com el seu nom indica, però no exclou de seguir una dieta variada i equilibrada.
Per tant, els complements no han de substituir en cap cas un aliment, però en cas de portar una dieta, per exemple, pobra en fruites i verdures, ajuden a obtenir els nutrients essencials que hi faltarien, corregint les deficiències nutricionals. També n'hi ha que poden aportar proteïnes que el cos utilitzi per reparar teixits, enfortir músculs o transportar oxigen a la sang. A més, el consum d'alguns complements depenent de la salut de la persona, poden arribar a prevenir el desenvolupament de possibles malalties.
Així doncs, com es pot observar, els complements dietètics aporten una gran varietat d'avantatges per a la salut dels individus, tot i això, s'ha de tenir en compte la salut i dieta de cada persona per tal que no apareguin efectes indesitjables.

## Riscos
És complicat determinar si els complements dietètics són segurs o no, per aquest motiu han de passar per un procés d'aprovació per demostrar la seguretat del producte.
Tot i tenir l'aprovació de ser un producte segur, es considera que el seu consum pot comportar efectes secundaris adversos, sobretot en cas d'un mal ús o abús d'aquests i en persones susceptibles. Si hi ha un abús de proteïnes o minerals s'estaria augmentant les quantitats necessàries que calen per mantenir els processos i funcions corporals normals i, per tant, suposant un risc pel consumidor.
També poden generar problemes al ser combinats amb alguns medicaments, així com la disminució dels efectes terapèutics del medicament receptat. En el cas de persones que estan en tractament contra el càncer, es recomana no consumir-ne pels possibles efectes adversos que els podria perjudicar negativament. Per tant, s'ha de tenir cura de les condicions de salut de la persona i consultar a experts en cas de dubte.

## Maneres de comercialització
Els complements dietètics es consumeixen per via oral de diferents maneres.

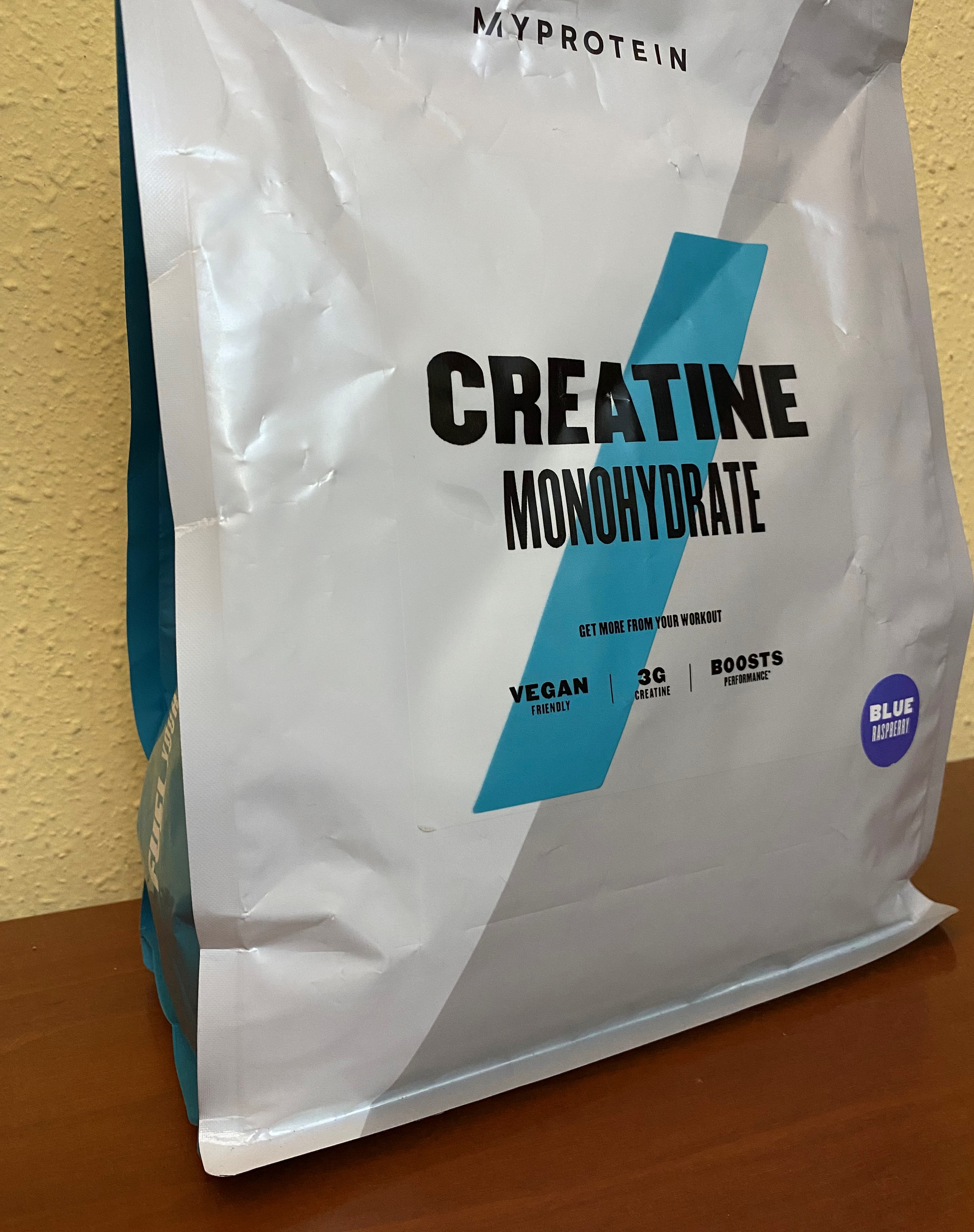
Complement dietètic a base de monohidrat de creatina en format pols

Les càpsules són fàcils d'utilitzar, emmagatzemar i per això, tenen major duració que altres formes de complements. Hi ha algunes que es dissolen bé a l'estómac, ja que tenen la seva cobertura feta de cel·lulosa, amb l'inconvenient que no les utilitzarien els vegans, vegetarians i els que realitzen les dietes halal i kosher. Hi ha alguns complements dietètics que utilitzen càpsules que són de gelatina tova com són alguns àcids grassos essencials i les vitamines liposolubles A, D i E.
Les tabletes (comprimits o pastilles) són fàcils d’utilitzar, emmagatzemar i per aquest motiu, tenen major duració que altres formes de complements.
Els complements dietètics que es comercialitzen en pols són alguns tipus de vitamines com la C i alguns minerals. Són absorbits més ràpidament que altres maneres, ja que es necessita la seva dissolució abans de prendre'ls. Els components dietètics que es venen d’aquestes maneres normalment contenen menys additius que les tabletes i les càpsules, són útils per a persones al·lèrgiques a algunes substàncies i que troben els comprimits difícils d'empassar i a més, són més barates. La majoria de complements dietètics que s'utilitzen en la indústria de la nutrició deportiva es comercialitzen en forma de pols.
Els que es venen en líquid són alguns tipus de minerals i vitamines com la E. Es poden prendre per via sublingual, normalment en una o dues gotes.